# Jelmer Ouwerkerk
 (février 2019).
Si vous disposez d'ouvrages ou d'articles de référence ou si vous connaissez des sites web de qualité traitant du thème abordé ici, merci de compléter l'article en donnant les références utiles à sa vérifiabilité et en les liant à la section « Notes et références ».
 (février 2019).
Pour les articles homonymes, voir Ouwerkerk (homonymie).
Jelmer Ouwerkerk, né le 28 novembre 1994 à Voorburg,, est un acteur et producteur néerlandais.

## Filmographie

### Téléfilms
- 2008 : Kaaskoppen & Waterlanders : Hello
- 2011 : Seinpost Den Haag (nl) : Le musicien de rue
- 2011-2013 : VRijland (nl) : Victor Verbeek
- 2011 : Verborgen Verhalen (nl) : Thijs
- 2013 : De leeuwenkuil (nl) : Tjardo
- 2014 : Divorce : Le garçon
- 2016 : Goede tijden, slechte tijden : Sybrand van Binsbergen

### Cinéma
- 2010 : Eindeloos (nl) : Twan
- 2010 : Finnemans (nl) : Finn
- 2011 : Zinloos! : Joost
- 2012 : Eindshot : Jorris
- 2012 : Bowy is binnen : Jack Hammer
- 2012 : Armada's Organizer : Le graffer
- 2014 : Nena : Le catcher
- 2014 : De laatste dag van de zomer : Timon
- 2015 : Mooiboys : Mark
- 2015 : Kamer Aangeboden : Kasper
- 2015 : Biesbosch onder vuur : Frank

### Producteur
- 2014 : Daan de indiaan

## Théâtre
- 2008 : Vreemde goocheltrucs : Pim
- 2009 : Het huis van tante Agaath : Trollie
- 2012 : Muiderslot Theater Presents: Reineart de Vos : Reineart de Vos